# Heliconius ecuadorensis
Heliconius ecuadorensis är en fjärilsart som beskrevs av Heinrich Neustetter 1908. Heliconius ecuadorensis ingår i släktet Heliconius och familjen praktfjärilar. Inga underarter finns listade i Catalogue of Life.